# خانه کمالی
منزل کمالی مربوط به دوره قاجار است و در شهرستان شیراز، خیابان لطفعلیخان زند، پشت مدرسه خان واقع شده و این اثر در تاریخ ۲۵ اسفند ۱۳۸۰ با شمارهٔ ثبت ۵۰۲۹ به‌عنوان یکی از آثار ملی ایران به ثبت رسیده است.